# Odernheim am Glan
Odernheim am Glan là một đô thị thuộc huyện Bad Kreuznach trong bang Rheinland-Pfalz, phía tây nước Đức. Đô thị Odernheim am Glan có diện tích 13,26 km², dân số thời điểm ngày 31 tháng 12 năm 2006 là 1783 người. Đô thị này nằm bên sông Glan giữa các đồi và vườn nho. Đô thị này cách thành phố Mainz 18,6 dặm Anh.